# Guardians
Guardians är ett samlarkortspel konstruerat av Keith Parkinson och Luke Peterschmidt. Publicerades första gången år 1995. Guardians har en lätt humoristisk ton och anses ha bland de bästa illustrationerna bland samlarkortspel. Men regelsystemet är mer komplicerat än i många andra samlarkortspel. Kan spelas av fler än två spelare samtidigt.
Spelarna tar rollen av så kallade Vierkuner som kämpar om makten i en fantasivärld, "The Mid Realms". Till sin hjälp har varje Vierkun en väktare, Guardian, som kontrollerar mäktiga arméer med varelser av skiftande karaktär. Varje spelare kontrollerar en befästning från vilken han skickar ut sina horder. Mellan spelarnas befästningar finns sex stycken omstridda landområden. Bakom varje spelares befästning finns hans väktare. Valet av väktare har stor betydelse för strategin; det avgör bland annat hur många kort man får dra i början av draget. För att vinna gäller det att antingen erövra alla landområden, utplåna fem av motståndarens arméer eller besegra hans väktare.